# Orthohantavirus
Hanta là loại virus RNA âm trong họ Bunyaviridae. Con người có thể nhiễm virus thông qua phân, nước bọt hoặc tiếp xúc với loài gặm nhấm.